# Thor (trilha sonora)
Thor é a trilha sonora do filme de mesmo nome da Marvel Studios, com base no personagem criado pela Marvel Comics. A música foi composta por Patrick Doyle e realizada pela Orquestra Sinfônica de Londres. Buena Vista Records anunciou os detalhes da trilha sonora em março de 2011. Foi lançada em alguns territórios europeus no final de abril e foi lançado em 3 de maio nos Estados Unidos.

## Lista de faixas
Todas as música foram compostas por Patrick Doyle.
Faixas
| N.º            | Título                     | Duração |  |
| 1.             | "Chasing the Storm"        | 3:11    |  |
| 2.             | "Prologue"                 | 3:09    |  |
| 3.             | "Sons of Odin"             | 1:48    |  |
| 4.             | "A New King"               | 3:00    |  |
| 5.             | "Ride to Observatory"      | 2:10    |  |
| 6.             | "To Jotunheim"             | 2:19    |  |
| 7.             | "Laufey"                   | 3:40    |  |
| 8.             | "Frost Giant Battle"       | 4:22    |  |
| 9.             | "Banishment"               | 1:53    |  |
| 10.            | "Crisis In Asgard"         | 2:18    |  |
| 11.            | "Odin Confesses"           | 2:43    |  |
| 12.            | "Hammer Found"             | 1:11    |  |
| 13.            | "Urgent Matter"            | 2:21    |  |
| 14.            | "The Compound"             | 7:40    |  |
| 15.            | "Loki’s Lie"               | 1:54    |  |
| 16.            | "My Bastard Son"           | 2:39    |  |
| 17.            | "Science and Magic"        | 2:53    |  |
| 18.            | "The Destroyer"            | 2:57    |  |
| 19.            | "Forgive Me"               | 2:40    |  |
| 20.            | "Thor Kills the Destroyer" | 1:53    |  |
| 21.            | "Brothers Fight"           | 6:59    |  |
| 22.            | "Letting Go"               | 3:17    |  |
| 23.            | "Can You See Jane?"        | 2:23    |  |
| 24.            | "Earth to Asgard"          | 2:23    |  |
| Duração total: | Duração total:             | 1:11:53 |  |

## Recepção
| Críticas profissionais | Críticas profissionais |
| Avaliações da crítica  | Avaliações da crítica  |
| Fonte                  | Avaliação              |
| ---------------------- | ---------------------- |
| AllMusic               | 3.5 de 5 estrelas.     |
| Empire                 | 4 de 5 estrelas.       |
| Film Score Reviews     | 3 de 5 estrelas.       |
| Filmtracks             | 4 de 5 estrelas.       |
| Movie Music UK         | 3 de 5 estrelas.       |
| ScoreNotes             | 8.5 de 10 estrelas.    |
| Tracksounds            | 8 de 10 estrelas.      |

James Christopher Monger do AllMusic afirmou que "o compositor Patrick Doyle, que trouxe uma nova audácia para a franquia Harry Potter em 2005 com sua trilha de Goblet of Fire, trata a adaptação cinematográfica do diretor Kenneth Branagh do icônico super-herói nórdico Thor da Marvel Comics com gravitas apropriadas. O colaborador de longa data de Branagh (Henrique V, Dead Again) prepara o palco com "Chasing the Storm", uma apresentação tensa e crescente do tema principal, que parece um pouco como uma mistura entre James Newton Howard e Batman Begins de Hans Zimmer e o tema "CheValiers de Sangreal" de Zimmer de O Código Da Vinci, e como Zimmer, Doyle sabe como chicotear uma melodia circular em um frenesi. Em outros lugares, a adorável e apropriadamente estóica "Sons of Odin" é cheia de elementos tradicionais de fantasia, enquanto a épica "Compound" revela uma abordagem de ação mais moderna, de ficção científica, resultando em uma pontuação melancólica, heróica e tão grande quanto a reino fantástico da próprio Asgard".
Danny Graydon da Empire afirmou: "Reunindo-se com o colaborador de longa data Kenneth Branagh, a trilha de Patrick Doyle mistura com êxitoWagnerian "Sturm und Drang" ("Frost Giant Battle") com indícios de nobreza ("Chasing The Storm") e riqueza dramática ( "Odin Confesses" e "Banishment"). Ele também cria um núcleo melódico envolvente através dos temas opostos de Thor e Loki e colhe dividendos de sua distinção concertada dos mundos de Asgard e da Terra. É uma pena que a onipresença de choirs e a percussão nos trilhas de ação atuais dilui um pouco o dinamismo das sugestões climáticas de Doyle".